# Bernd Höft
Bernd Höft es un deportista alemán que compitió para la RDA en vela en la clase 470. Ganó una medalla de oro en el Campeonato Mundial de 470 de 1987.

## Palmarés internacional
| \| Campeonato Mundial \| Campeonato Mundial \| Campeonato Mundial \| Campeonato Mundial \| \| Año \| Lugar \| Medalla \| Clase \| \| ------------------ \| ------------------ \| ------------------ \| ------------------ \| \| 1987 \| Kiel (RFA) \| Medalla de oro \| 470 \| |            |                |       |
| Campeonato Mundial |            |                |       |
| Año | Lugar      | Medalla        | Clase |
| 1987 | Kiel (RFA) | Medalla de oro | 470   |